# 21 décembre 1993
Le mardi 21 décembre 1993 est le 355e jour de l'année 1993.

## Naissances
- Alex Iafallo, joueur professionnel américain de hockey sur glace
- Cody Ceci, joueur canadien de hockey sur glace
- Estelle Millot, joueuse française de water-polo
- Malcolm Subban, joueur canadien de hockey sur glace
- Sango Niang, joueur sénégalois-français de basket-ball
- Uvaldo Luna, joueur mexicain de football

## Décès
- Guy des Cars (né le 6 mai 1911), écrivain français
- Margarita Nikolaeva (née le 23 septembre 1935), gymnaste soviétique
- Pekka Niemi (né le 15 novembre 1909), fondeur finlandais
- Philip Christison (né le 17 novembre 1893), commandant de l'armée britannique
- Staf Van den Bergh (né le 10 février 1923), footballeur belge devenu entraîneur
- Zack Mosley (né le 12 décembre 1906), auteur de bande dessinée américain

## Événements
- Création de la communauté de communes Lyon Saint-Exupéry en Dauphiné
- Création de la communauté de communes de la Vallée du Toulourenc
- Mise en place dans l'armée américaine de la doctrine discriminatoire du Don't ask, don't tell
- Sortie du single Nouveau Western de MC Solaar
- Début de la série télévisée Les Végétaloufs
- Sortie du jeu vidéo WWF Rage in the Cage